# Trifolium steudneri
Trifolium steudneri är en ärtväxtart som beskrevs av Georg August Schweinfurth. Trifolium steudneri ingår i släktet klövrar, och familjen ärtväxter. Inga underarter finns listade i Catalogue of Life.